# UAE President Cup – Spain
La UAE President Cup – Spain es uno de los grandes premios importantes del turf español en verano. Forma parte de la UAE President Cup . La carrera está destinada a caballos y yeguas de pura raza árabe de cuatro años en adelante sobre una distancia de 1.600 metros.

## Palmarés
| UAE President Cup – Spain |                |                   |                 |                  |       |
| 2025                      | AL WAKRAH (FR) | Olivier D'Andigne | Jean de Mieulle | Al Shaqab Racing | 1600m |